# Zagłębienie Szeszupy
Zagłębienie Szeszupy (ang. Szeszupa depression) – zagłębienie końcowe (niecka jęzorowa) w Polsce, w województwie podlaskim, w powiecie suwalskim, w gminie Rutka-Tartak, w dolinie rzeki Szeszupy. Uważane za najpiękniejszy na Suwalszczyźnie przykład krajobrazu z zespołem form martwego lodu.

## Opis
Zagłębienie Szeszupy obejmuje obszar około 50 km² i leży na tyłach moren pomorskich. Dno zagłębienia znajduje się ok. 40–70 metrów poniżej otaczającego płaskowyżu.
Zajmuje długość równoleżnikową od 54°13′00″N do 54°17′05″N oraz szerokość od 22°49′00″E do 22°54′40″E.
Na terenie niecki spotkać można głównie wysoczyzny morenowe. Przykładem są wysoczyzna Szurpił i Krzemianki, wysoczyzna Dzierwan, wysoczyzna Hańczańska i wysoczyzna Gulbieniszk oraz doliny rzeczne: Czarnej Hańczy i Szeszupy.
W tym regionie grubość osadów czwartorzędowych wynosi od 200 do 290 m. Przeprowadzone zostały szczegółowe badania zagłębienia. Na ich podstawie można wnioskować, że teren ten, podobnie jak jezioro Hańcza, istniał już pod koniec okresu zlodowacenia. Zagłębienie powstało w wyniku procesów tektonicznych, erozji i ruchów tektonicznych. W związku ze znacznym pokładem lodu na terenie od Wisły, pozostał on tu znacznie dłużej niż na płaskowyżu.

## Czas powstania
Zagłębienie powstało w okresie czwartorzędu, w trakcie epoki lodowej w plejstocenie i holocenie.
Zagłębienie Szeszupy, tak jak cały obszar Pojezierza Północnosuwalskiego zostało ukształtowane przez Lądolód Skandynawski około 1 800 000-10 200 lat temu, a szczególnie przez ostatnie zlodowacenie północnopolskie.

## Formy geologiczne
W Zagłębieniu Szeszupy znajduje się kompleks jezior kleszczowieckich: Kojle (pow.17,5 ha, głęb. 20m), Perty (pow. 20 ha, głęb. 30 m) i Purwin (1,2 ha, głęb. 5 m) oraz głazy narzutowe między jeziorem Hańcza a zagłębieniem tworzące rezerwat przyrody Głazowisko Łopuchowskie. Na krawędzi ozu na wysokość 256 m n.p.m. wznosi się największe wzniesienie Suwalskiego Parku Krajobrazowego – Góra Cisowa.

## Ochrona
Od roku 1976 obszar niecki jest objęty ochroną i znajduje się na terenie Suwalskiego Parku Krajobrazowego.

## Turystyka
Przez zagłębienie prowadzi kilka szlaków i tras turystycznych, m.in. ścieżka przyrodnicza „U źródeł Szeszupy”. Prowadzi od Malesowizny do Łopuchowa i liczy 6 km. Oprócz samego zagłębienia turyści mogą zobaczyć źródła rzeki Szeszupy oraz cmentarze ewangelickie w Szeszupce i w Łopuchowie.
Przez zagłębienie prowadzi też regionalny szlak prowadzący od Suwałk, przez Okuniowiec, Osinki, Szwajcarię, Studzieniczne, rezerwat przyrody Cmentarzysko Jaćwingów, Prudziszki, Czerwone Bagno, Krzemiankę, Jeleniewo, Kazimierówkę, Jeglówek, Górę Zamkową w Szurpiłach, Udziejek, młyn Jaczno, Smolniki, Jodoziory i Postawele do Rutki-Tartak. Prócz zagłębienia do zobaczenia jest też Brama Jeleniewska oraz zabytki po- i przedjaćwieskie jak kurhany i grodziska. Chcący odwiedzić Zagłębienie Szeszupy mogą skorzystać też z trasy Prudziszki – Żywa Woda – Okrągłe – Podwysokie Jeleniewskie – Rutka – Szeszupka – Wodziłki – Cisówek – Dzierwany – Dziadówek, łączącej Bramę Jeleniewską z moreną czołową Garbu Krzemieniuchy. Od Góry Cisowej przez Zagłębienie Szeszupy, Smolniki, doliną Marianki na wysoczyznę Wiżajn biegnie  czarny szlak Gulbieniszki-Wiżajny. Ma około 20 km długości.

## Literatura dodatkowa
- Andrzej Ber, The Quaternary of the Suwaiki Lake District. Biuletyn Instytutu Geologicznego nr 269: 23-105, 1974
- Andrzej Ber, Preliminary list of the Quaternary geosites in Northern and Central Poland, their age and geological position. Pol. Geol. Inst., Spec. Papers, 2: 77-85, 1999
- Andrzej Ber, Ważne czwartorzędowe stanowiska geologiczne Polski północnej i środkowej (Polish only). [w:] W trosce o Ziemię. Księga ku czci Prof. S. Kozłowskiego: 224-239. KUL Lublin 2001
- Andrzej Ber, Tadeusz Krzywicki, Smolniki – panoramic view of the Szeszupa depression originating from the Warta Glaciation, relative height: 70 m. XIV INQUA. Intern. Congr., München 1995, 1: 140-141.
- Andrzej Ber, S. Maksiak, Marginal structures and dead-ice structures in the Szeszupa Depression of the Suwałki Lake District. Biuletyn Instytutu Geologicznego, 220: 347-359. 1969
- M. Bogucki, Budowa geologiczna i ukształtowanie powierzchni (Polish only). [w:] Stasiak A. Województwo suwalskie, studia i materiały 1: 11-58. Ośrodek Badań Naukowych, Białystok 1985
- A.W. Sokołowski, J. Kot, Przyroda województwa suwalskiego, Wydawnictwo Urzędu Wojewódzkiego w Suwałkach, Suwałki 1996, s. 176.